# Hopa
Hopa to szczególny rodzaj przeszkody (zwykle widowiskowej), występujący na trasie rajdów samochodowych, motocrossowych i kolarskich, najczęściej w postaci naturalnego wzniesienia (pagórka, muldy) lub uformowany sztucznie. 
Przy dużej prędkości najazdowej pojazd na hopie odrywa się od podłoża i przelatuje pewną odległość. Podczas lotu motocykliści, rowerzyści wykonują przeróżne akrobacje takie jak Back Flip czy Front Flip. Natomiast kierowcy rajdowi nie wykonują żadnych ewolucji, pokonując hopę w jak najkrótszym czasie. Hopy występują często w zawodach rowerowych, deskorolkowych itd. Jednym z trudniejszych trików rowerowych na hopie jest Flipwhip, połączenie Back Flip + Talwhip.

## Wykonanie
- z piasku – najczęściej spotykane, ich utworzenie nie jest trudne lecz czasochłonne
- z metalu – występuje na prestiżowych zawodach
- z drewna – spotykane w lasach i terenach pozamiejskich
- ze śniegu – spotykane w górach i snowparkach